# Lettre de protection
Une lettre de protection (en allemand Schutzbrief) est un document juridique octroyant une protection (souvent diplomatique) à son détenteur.
Elle est notamment utilisée pendant la Seconde Guerre mondiale pour sauver des Juifs, auquel cas elle est liée à un passeport collectif (en allemand Kollektivpass).

## Seconde Guerre mondiale
La lettre de protection est un des deux instruments qui permettent la protection de Juifs dans les territoires occupés par le IIIe Reich, l'autre moyen étant le passeport collectif (en allemand Kollektivpass). Ce système peut se mettre en place lors de la guerre, étant donné que les parties aux conflits ne savent pas forcément quelles sont les pratiques des États neutres.
La lettre de protection indique qu'une personne se trouve sous la protection d'un pays neutre (par exemple la Suisse ou la Suède). Ceci permet aux Juifs en possession d'une telle lettre de ne pas être soumis au travail forcé ou à la déportation. Les détenteurs de telles lettres sont ensuite inscrits dans un passeport collectif. Par la suite, ces lettres portent la mention qu'elles peuvent être utilisées pour des fins de voyage (au même titre que les passeports).

### Passeport collectif établi par la Suisse en Hongrie

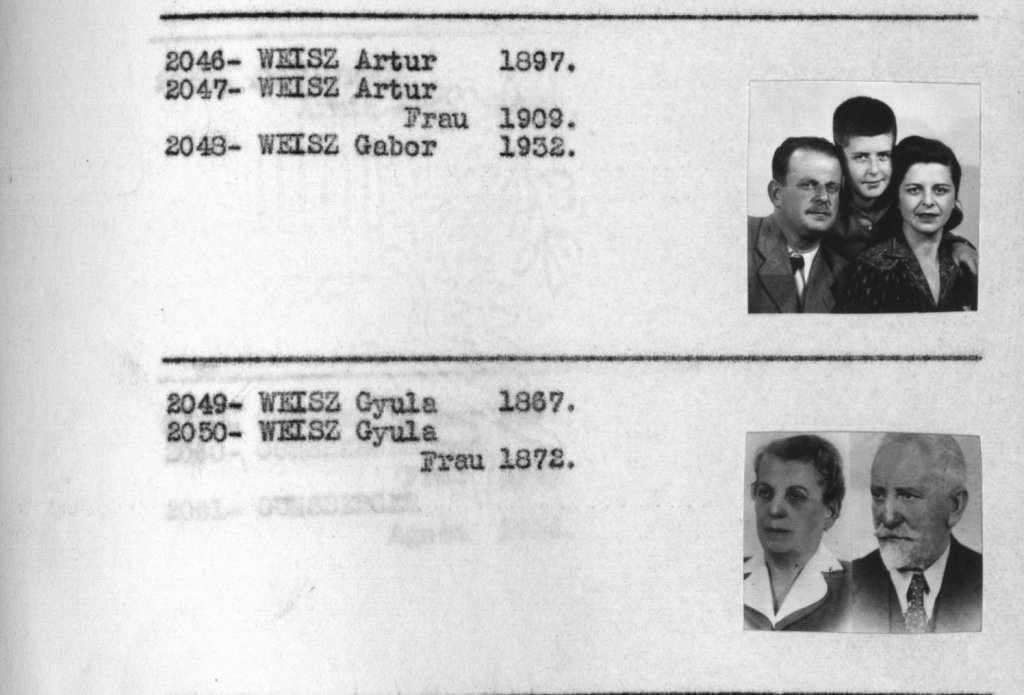
Entrées 2046 à 2050 du passeport collectif suisse, représentant des membres de la famille Weisz.

La légation suisse à Budapest négocie également l'établissement de quatre passeports collectifs. Il s'agit de quatre documents (pratiquement quatre volumes), dont la première page est pourvue de la mention suivante : « La section des intérêts étrangers de la légation suisse demande à toutes les autorités civiles et militaires de laisser passer et laisser voyager, librement et sans obstacle, les ayants-droit de ce passeport collectif. Notre section conseille à toutes les autorités et tous les offices de soutenir et de protéger ces personnes, si celles-ci devaient en avoir le besoin face à ces autorités ». À l'intérieur du volume apparaît le numéro (de 1 à 967 pour le premier volume établi le 29 juillet 1944) des personnes, leur nom et leur date de naissance, de même qu'une photo des personnes listées. Le premier donne l'autorisation pour émigrer de Hongrie d'ici le 25 août 1994, délai qui serait repoussé plusieurs fois par le gouvernement hongrois. Le deuxième passeport collectif contient 1 233 noms.

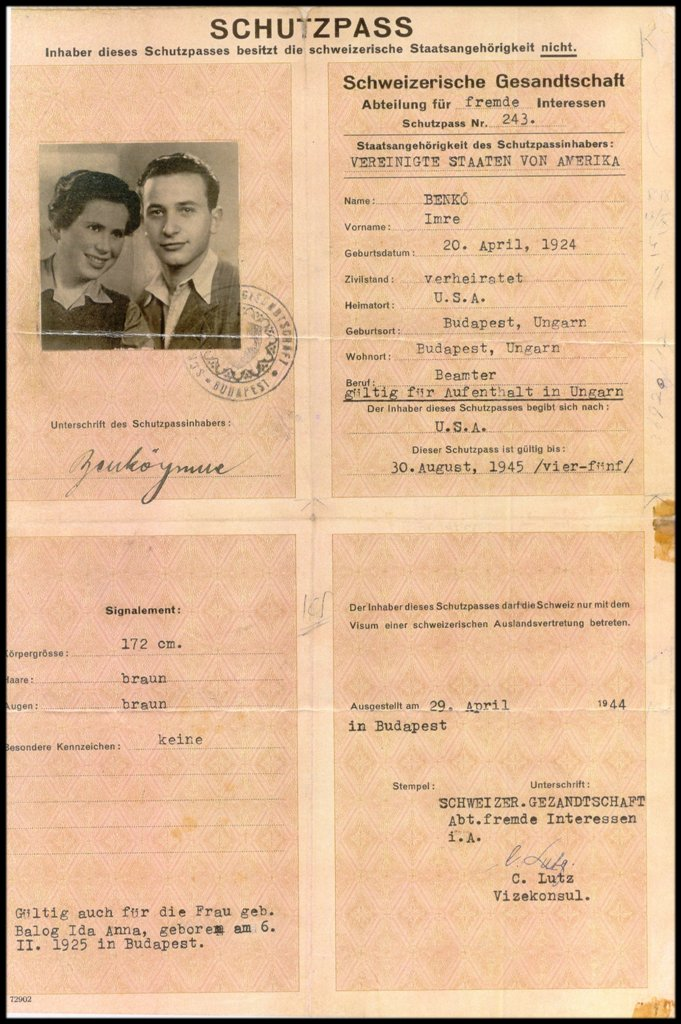
Passeport de protection (Schutzpass) no 243 signé par Carl Lutz au couple Imre Benkó et Ida Anna Balog en avril 1944.

Les personnes inscrites au passeport collectif ayant pourvus d'une photo ont alors le droit à obtenir un passeport de protection (établi à titre individuel). Il s'agit d'un document d'une demi-page, rédigée sur un papier à l'entête de la légation suisse à Budapest (« Schweizer. Gesandtschaft, Abteilung Fremde Interessen, Vadász utca 29 »). Le document atteste que les détenteurs du passeport de protection sont présents sur les listes officielles comme des candidats à l'émigration en Palestine.

### Lettres de protection octroyés par la Suisse en Hongrie

#### Principe

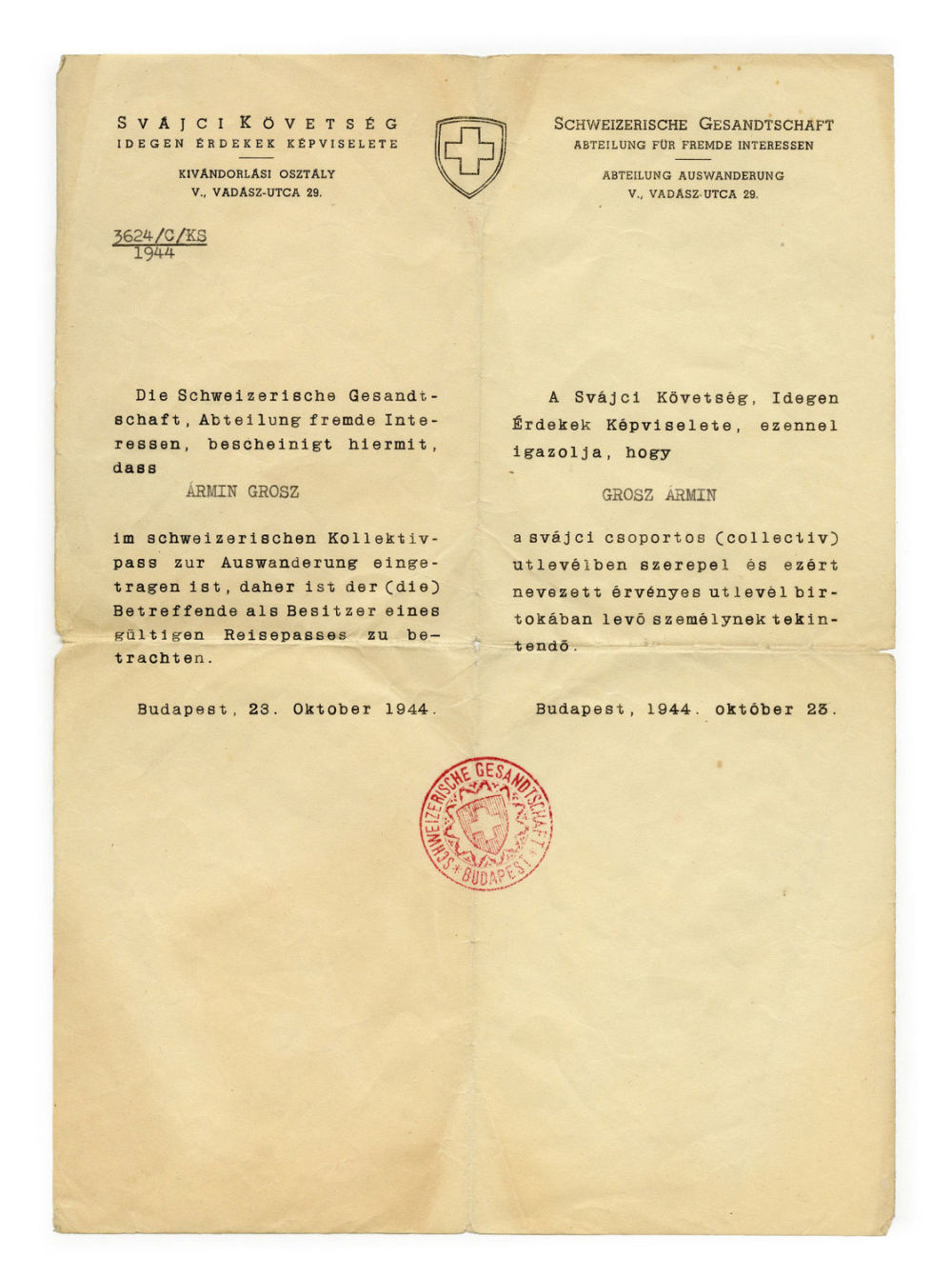
Lettre de protection établie par le vice-consul suisse Carl Lutz en octobre 1944.

Alors que les Croix fléchées prennent le pouvoir à l'automne 1944, augmentant ainsi l'insécurité pour les Juifs à Budapest. Lutz trouve alors une nouvelle solution pour essayer de protéger plus de Juifs : la lettre de protection (en allemand Schutzbrief). La lettre est établie sur un papier à l'entente de la légation suisse à Budapest (« Schweizer. Gesandtschaft, Abteilung Fremde Interessen, Vadász utca 29 »), en allemand et en hongrois, avec les armoiries de la Suisse au centre. La lettre, écrite à la machine à écrire, indique la formulation suivante en allemand et en hongrois :

« La légation suisse, section des intérêts étrangers, atteste par la présente que [nom du titulaire de la lettre] est listé dans le passeport collectif suisse pour l'émigration ; pour cela, la personne concernée doit être considérée comme en position d'un document de voyage valable. Budapest, [date]. »

Le document est dépourvu d'une signature, mais dispose du sceau de la légation et d'un filigrane. Le fait que la lettre n'indique que le nom de son détenteur (et pas d'autres informations) permet une production accélérée des lettres.
Pour des raisons de contingentement apposées par les Britanniques, la légation suisse ne peut établir plus de 7 800 lettres ; lorsque ce chiffre est atteint, Lutz et son équipe recommence alors de 1,.

#### Faux en circulation
En novembre 1944, lors d'un contrôle, les autorités hongroises constatent que les faux représentent jusqu'à 30 % des titres en circulation ; dans un camp de travail, même 1 100 sur 15 000 détenteurs.
Il y a au moins deux types de falsification. Un premier groupe de faux épelle de manière erronée le nom de la légation suisse : « Légation de Susse ». Le second groupe remplace le fond rouge de l'écusson suisse par un fond noir.
D'autres faux, plus raffinés, ne sont identifiables comme tels que par des yeux avertis, mais pas par des gardes des Croix fléchées ou de la SS. Certains faux sont tellement bien faits que Lutz lui-même y voit des copies authentiques.

### Lettres de protection et passeports collectifs octroyés par la Suède
Le 27 octobre 1944, le ministère hongrois des affaires étrangères atteste que 4 500 personnes sont titulaires d'un passeport de protection octroyé par la Suède.